# Poniemuń (rejon rakiszecki)
Poniemuń (lit. Panemunis) – miasteczko na Litwie, położone w okręgu poniewieskim, w rejonie rakiszeckim, nad Niemenkiem. Liczy 308 mieszkańców (2001). Dawniej własność Komarów. 

## Pałac
Wybudowany około 1850 r. przez Teofila Komara, posiadał ośmioboczne wieże z blankami.